# Erebia melas
Erebia melas är en fjärilsart som beskrevs av Herbst 1796. Erebia melas ingår i släktet Erebia och familjen praktfjärilar. IUCN kategoriserar arten globalt som livskraftig. Inga underarter finns listade i Catalogue of Life.